# Colţi
Colţi é uma comuna romena localizada no distrito de Buzău, na região de Valáquia. A comuna possui uma área de 34.92 km² e sua população era de 1249 habitantes segundo o censo de 2007.